# Tarcău-Gebirge
Das Tarcău-Gebirge liegt in der Gebirgsgruppe der Ostkarpaten in Rumänien.
Das Gebirge hat eine Länge von ca. 65 km und eine Breite von ca. 40 km.
Höchster Berg ist der Grindușu (1664 m).